# Ankole
Ankole – jedno z tradycyjnych królestw tworzących Ugandę.
Od 30 czerwca 1896 protektorat brytyjski. W 1962 Ankole weszło w skład Ugandy. W 1967 królestwo zostało zlikwidowane. Utworzone na nowo 20 listopada 1993.

## Królowie Ankole
- Ruhinda (koniec XV w.)
- Nkuba (koniec XV w.)
- Nyaika (początek XVI w.)
- Ntare I (połowa XVI w.)
- Rushango (koniec XVI w.)
- Ntare II (XVI/XVII w.)
- Ntare III (połowa XVII w.)
- Kasasira (koniec XVII w.)
- Kitera (koniec XVII w.)
- Rumongye (koniec XVII w.)
- Mirindi (koniec XVII w.)
- Ntare IV (1699–1727)
- Macwa (1727–1755)
- Rwabirere (1755–1783)
- Kahaya I (1783–?)
- Rwebishengye (?–1811)
- Kayungu (1811–?)
- Gasyonga I (?–1839)
- Mutambuka (1839–1873)
- Ntare V Rugingiza (1873–1895)
- Kahaya II (1895–1944)
- Gasyonga II (1944–1967)
- królestwo zlikwidowane 1967–1993
- Ntare VI (1993–2011)